# البنك المركزي الأوزبكي
البنك المركزي الأوزبكي، رسميًا البنك المركزي لجمهورية أوزبكستان (بالأوزبكية: O'zbekiston Respublikasi Markaziy banki / Ўзбекистон Республикаси Марказий Банки)‏‎)، هو البنك الوطني لجمهورية أوزبكستان.

## هيكل البنك المركزي
البنك المركزي لجمهورية أوزبكستان يمثل نظام التحكم المركزي. لأداء المهام الخاصة به، فإنه يخلق الخدمات والمؤسسات المناسبة، والتي تعمل على أساس القواعد التي أكدها مجلس البنك المركزي.
يتم تحديد هيكل وهيئات إدارة البنك المركزي بموجب قانون «البنك المركزي». الهيئة العليا للبنك المركزي هي مجلس البنك المركزي. ويتألف المجلس من 11 عضوا ويرأسها رئيس الذي هو، في الوقت نفسه، رئيس مجلس إدارة البنك المركزي. يخصص مجلس إدارة البنك المركزي صلاحيات كبيرة من خلال تعريف وتنظيم التوجهات الأساسية للسياسة النقدية وتطوير النظام المصرفي.

## وظائف البنك المركزي
«البنك المركزي لجمهورية أوزبكستان هو بنك الدولة الاحتياطي والاحتياطي. البنك المركزي مخول بموجب دستور جمهورية أوزبكستان. يتعاون البنك المركزي مع البنوك الوطنية والبنوك المركزية في الدول الأخرى على أساس الاتفاقيات الحكومية الدولية والاتفاقيات بين البنوك. للبنك المركزي لجمهورية أوزبكستان 14 فرعًا إقليميًا يعمل في مناطق البلاد».
البنك المركزي هو جهة إيداع المنظمات المالية الدولية. البنك المركزي مسؤول أمام المجلس الأعلى لجمهورية أوزبكستان ومستقل عن الهيئات التنفيذية.
تتمثل المهام الأساسية للبنك المركزي في تطوير وتنفيذ السياسة الاقتصادية للدولة في مجال تداول الأموال، والائتمان، والتمويل، والمحاسبة، وعلاقات التبادل، وإدارة النظام النقدي لجمهورية أوزبكستان.
يتم تنفيذ مهمة الحفاظ على استقرار تداول الأموال والملاءة المالية في أراضي الجمهورية من قبل البنك المركزي عن طريق إدارة دوران الأموال، وهيكل تنظيم العرض النقدي. يصدر البنك المركزي الأموال المتداولة ويقوم بإجراء تنبؤات حول معدل دوران الأموال.